# Печать Лавришевского монастыря
Печать Лавришевского монастыря (бел. пячатка Лаўрышаўскага манастыра) — средневековая прикладная каменная печать-матрица второй половины XIII — XIV века, обнаруженная в 2015 году при археологических раскопках на селище Лавришевского мужского монастыря в деревне Лавришево Новогрудского района Гродненской области (Республика Беларусь). Изготовлена из сланцевого камня и имеет форму бруска, на одном из торцов вырезана надпись в 2 строки. Особенность находки в сохранности именно матрицы, так как обычно средневековые печати находят в виде оттисков. Аналогов в Белоруссии не имеет.
Согласно Галицко-Волынской летописи, «основал для себя монастырь на Нёмане, между Литвой и Новогрудком, и жил там» около 1260 года сын великого князя литовского Миндовга — Войшелк (великий князь литовский в 1264—1267 годах). По церковному преданию монастырь основан в середине XIII века преподобным игуменом Елисеем Лавришевским.

## Археологические исследования в Лавришево
Местонахождение Лавришевского монастыря известно по документам с XVI века. Археологические исследования здесь в феврале 1990 года начал А. К. Кравцевич, который сделал вывод: «На основании найденного в ходе раскопок археологического материала можно утверждать, что мы нашли культурный слой Лавришевского монастыря.» В 2011—2015 годах раскопки в этом месте проводили Лавришевские археологические экспедиции, которые состояли из добровольцев, под научным руководством доктора исторических наук, профессора С. Я. Рассадина. По результатам исследований им был сделан вывод, что монастырь существовал на этом месте со времени основания в XIII веке.

## Обнаружение печати
Полевая обработка археологических материалов в экспедиции велась под руководством историка Т. В. Маслюкова, находка была предварительно определена как каменный брусок и направлена на дальнейшее научное исследование. Ей был присвоен шифр «Л15 37/5».
При изучении находки в Минске С. Рассадин обнаружил на торце бруска надпись, Т. Маслюков высказывал мнение, что это может быть имя владельца. По мнению С. Рассадина, находка изготовлена из сланцевого камня, который добывали и обрабатывали в Средневековье до XIII в. (в археологии сланцевые изделия являются датирующими предметами, поскольку камнедобывающие мастерские были разрушены в 1240 году во время монголо-татарского нашествия и позже не восстанавливались). Для прочтения надписи находка была передана специалисту по эпиграфике, кандидату исторических наук И. Л. Калечиц.

## Прочтение и определение
Прочтение надписи в лабораторных условиях и определение типа находки предложила И. Л. Калечиц. По её выводам, артефакт является печатью, а надпись читается как «Святая пу́стынь», при этом первое слово написано сокращенно на греческом языке, что было характерно для XII—XIV веков: «Ά(γιος) ПУ(С)ТIN». Букву «н» в восточнославянской кириллице до XIV века писали в греческой форме «Ν». В таком случае находка пополняет ряд ранних печатей времён Великого княжества Литовского.
Другое прочтение, по опубликованным фотографиям матрицы и оттиска, предложил журналист Сергей Шупа. По его мнению, на снимках «на торце каменного бруска… можно… без больших усилий» прочитать написанное еврейским квадратным шрифтом имя Ицхак-Айзи[к] (יצחק אייזיק) (Айзик — идишский аналог имени Ицхак, параллельные имена традиционно использовались евреями в Восточной Европе: Дов-Бер, Зеэв-Вольф, Арье-Лейб и другие). С таким прочтением согласились доктор гуманитарных наук Л. Лемперт (преподаватель истории и культуры евреев исторического факультета Вильнюсского университета), доктор исторических наук К. Цукерман (профессор византинистики Практической школы высших исследований, Париж), а в Белоруссии — коллекционер еврейских печатей, раввин Ш. Изаксон (Витебск).
Комментируя сообщения о еврейском прочтении, И. Калечиц пояснила, что её версия о греко-славянском тексте является предварительной, и что специальным изучением этой надписи она не занимается. Никто из белорусских учёных и никто из эпиграфистов или сфрагистов не опубликовал сомнений относительно прочтения И. Калечиц.

## Представление
1 ноября 2015 года в Лавришево состоялось представление печати общественности, а 5 ноября, в день престольного праздника Лавришевского монастыря, печать вместе с археологической экспозицией была показана митрополиту Минскому и Заславскому, Патриаршему экзарху всея Беларуси Павлу, духовенству и гостям.
Сообщение С. Я. Рассадина и И. Л. Калечиц «Каменная матрица печати из Лавришевского монастыря» было включено в программу международной научной конференции «Великое Княжество Литовское: политика, экономика, культура», в секции «Духовная и материальная культура» (5—6 ноября 2015, Минск).